# Морозов, Андрей Васильевич
Андре́й Васи́льевич Моро́зов (9 (22) августа 1901, Молотицы, Муромский уезд, Владимирская губерния, Российская империя — 18 мая 1972, Муром, РСФСР) — советский художник, участник Великой Отечественной войны; член Союза художников СССР (с 1934).

## Биография
Родился 9 (22) августа 1901 года в селе Молотицы, Муромского уезда, во Владимирской губернии в семье потомственных кузнецов. В 1913 году окончил с отличием сельскую школу. Будучи левшой, не пошёл в кузнечное дело.
28 апреля 1917 года с отличием закончил Муромское второе высшее начальное училище. Некоторое время занимался в художественной студии академика живописи И. С. Куликова у преподавателя П. И. Целебровского. В 1919 году вступает в комсомол и становится организатором и секретарем первой в селе Молотицы комсомольской ячейки.
С 1920 по 1924 год находился в рядах Красной Армии.
В 1921 году был зачислен курсантом Военно-Политической школы. Одновременно посещал студии московских преподавателей — в 1922 году специальную художественную студию М. В. Леблана, а в 1924 году — художественную студию Ф. И. Рерберга.
В 1930 году установил деловой контакт со Всесоюзным Домом народного творчества им. Крупской, заочно выполняя программные задания, высылая наброски, натюрморты и эскизы. В 1938 году написал дипломную картину, остановившись на сюжете, где Владимир Ульянов с сестрой Анной внимательно слушают игру матери на рояле. Дипломная работа получила высокую оценку у художников Е. Е. Лансере, А. В. Моравова и В. С. Сварога.
В 1934 году художник по рекомендации И. С. Куликова был принят в Союз художников СССР.
В годы Великой Отечественной войны художник занимался батальными сюжетами: он создал ряд эскизов о героизме советских воинов, о жизни тружеников тыла, а позднее написал эпический пейзаж «Трасса Куйбышев—Москва», где на большом полотне изображён зимний сосновый бор.
В 1940-е и 1950-е годы художник работал в Муромском краеведческом музее и в городской изостудии.
Скончался 18 мая 1972 года в Муроме.

## Творчество
В 1919 году, будучи под увлечением комсомольской работой, молодой художник создал картину «По великому почину. Первый субботник», о которой позднее записал в своем дневнике:

Это было в двадцатые. Молотицкие комсомольцы вышли заготавливать дрова, набожные шли в церковь, а молодые в один из «священных» праздников впервые в жизни нарушили устоявшиеся традиции. Сыпались упреки и оскорбления, но невозмутимые и гордые своим почином первые комсомольцы Молотиц провели субботник до конца. Это и послужило сюжетом картины «Первый субботник».
— из дневниковых записей А. В. Морозова
Поэтично решена художником картина «Максим Горький у старого рыбака», где у ночного костра изображён писатель, слушающий рассказ седого волгаря.
На выставках во Владимире и Муроме регулярно экспонировались лирические пейзажи художника. К числу лучших произведений Морозова относят картины «Река Велетьма», «Сплав леса», «Вечер на Оке».
В общеобразовательной школе села Молотиц действует художественный музей, посвящённый творчеству Андрея Васильевича Морозова. Экспонируемые в музее работы подарены его сыном, художником Алексеем Андреевичем Морозовым (1931—2015), а часть работ были отданы безвозмездно жителями села.

## Выставки
С 1924 по 1929 годы принимал участие в двух Всероссийских и одной Всесоюзной выставках. Работы художника были отмечены грамотой ЦК ВЛКСМ и присуждением первой премии.
С 1935 года художник являлся постоянным участником республиканских, союзных, зональных, областных, городских и межрайонных выставок. Лучшие его картины, например, «В. И. Ленин слушает игру своей матери», «Раскорчёвка леса», «Встреча матери при выходе из роддома», портрет Н. К. Крупской, «Встреча», «Чкалов на Волге», «Вручение акта на вечное пользование землей», «М. В. Ломоносов в Денисовке» репродуцированы.
В 1948 году принял участие в 12-й групповой городской выставке муромских художников, прошедшей в Музее краеведения. С 1948 по 1961 годы мастер принимал участие в 23 выставках из них — 8 городских и 10 областных. В селе Молотицы художник устраивал несколько раз персональные выставки.
В 2001 году в Муроме к 100-летию со дня рождения художника прошла его персональная выставка.

## Семья
- Отец — Василий Морозов, крестьянин-кузнец села Молотицы.
- Сын — Алексей Морозов (1931—2015), муромский художник